# Burin (Nablus)
Burin (àrab: بورين, Būrīn) és un vila palestina de la governació de Nablus, a Cisjordània, al nord de la vall del Jordà, 7 kilòmetres al sud-oest de Nablus. Segons l'Oficina Central Palestina d'Estadístiques tenia 2.800 habitants en 2008.

## Història
En els segles xii i xiii, en l' època dels croats, Burin va ser habitada per musulmans, segons Ḍiyāʼ al-Dīn. El fundador de la família Banu Ghawanima va néixer a la vila en 1166. En 1176 una part dels delmes de la vila eren gestionats per l'Església de Mont Sió, però no hi ha evidències que es cobressin mai.

### Època otomana
Burin fou incorporada a l'Imperi Otomà en 1517 amb tot Palestina, i en 1596 va aparèixer als registres d'impostos com a part de la nàhiya de Jabal Qubal del liwà de Nablus. Tenia una població de 120 llars i 5 solters, tots musulmans. Els vilatans pagaven impostos sobre el blat, l'ordi, collites d'estiu, olives, cabres i ruscs, i una premsa d'olives o raïm.
En 1882 el Survey of Western Palestine del Fons per a l'Exploració de Palestina va descriure Burin com a «gran vila en una vall, amb una deu al mig i unes poques oliveres.»

### Època del Mandat Britànic
En el cens de Palestina de 1922 organitzat per les autoritats Mandat Britànic de Palestina, Burin tenia 901 habitants, tots musulmans, mentre que en el cens de Palestina de 1931 tenia 215 llars i una població de 859 musulmans.
En 1945, Burin (amb Iraq Burin) tenia 1.200 habitants, tots musulmans, amb 19.096 dúnams de terra, segons un cens oficial de terra i població. D'aquests, 1.797 dúnams eren plantacions i terra de rec, 8,741 usats per cereals, mentre que 106 dúnams eren sòl edificat.

### Època moderna
Després de la de la Guerra araboisraeliana de 1948, i després dels acords d'Armistici de 1949, Burin va restar en mans de Jordània. Després de la Guerra dels Sis Dies el 1967, ha estat sota ocupació israeliana.

## Expropiació i la violència dels colons

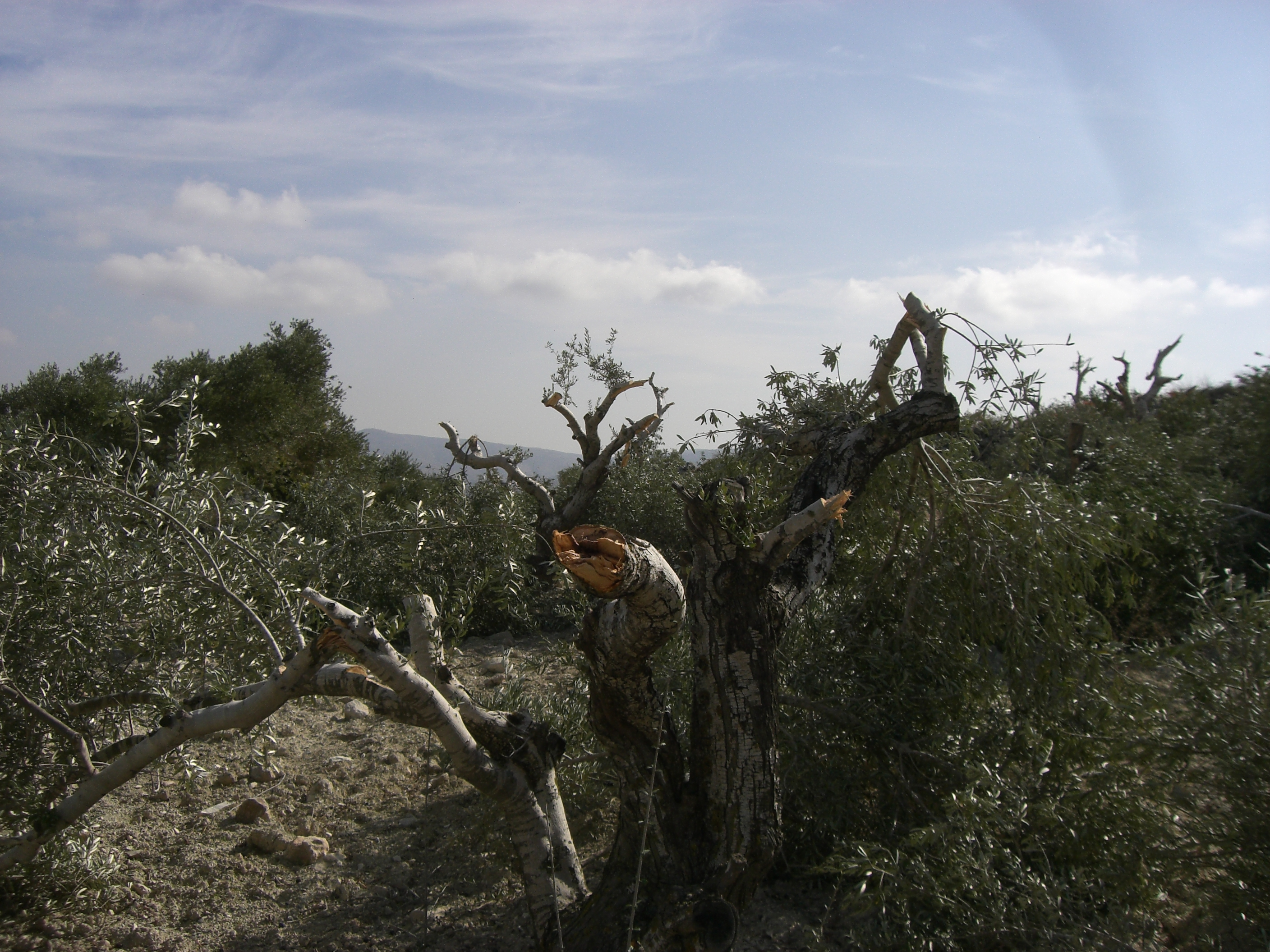
Segons els vilatans i un funcionari palestí el 12 de novembre de 2009 colons de l'assentament de Yitzhar arrencaren o talaren entre 81 i 97 oliveres.

Els recursos de terra i aigua de Burin han estat reduïts gradualment des de l'ocupació israeliana en 1967, a causa de l'expropiació pels assentaments israelians i les bases militars. Des de 1982 més de 2.000 dúnams de terra de Burin va ser declarats "terres de l'Estat" i després lliurats als colons de Har Brakha.
En 2008 un estudiant de la yeshiva de Yitzhar va ser arrestat després d'un fallit atac amb coets a Burin. Després que la policia israeliana va demolir una casa remolc a Adei Ad, un grup de colons de Yitzhar destrossaren cotxes, trencaren finestres i tallaren cables d'electricitat a Burin. Des de mitjans de juny de 2008 a agost de 2008 el grup de drets humans Yesh Din va documentar nou atacs a famílies palestines de Burin suposadament duts a terme per colons de Yitzhar o Har Brakha. En 2008 van augmentar els casos de "pertorbació de la pau", terme que es refereix al dany causat als palestins i les seves propietats, així com el dany a les forces de seguretat israelianes per ciutadans israelians, amb 429 incidents en la primera meitat de 2008. en comparació amb 587 incidents en tot el 2006 i 551 el 2007.
En febrer de 2010, un jove de 18 anys resident a Burin fou ferit d'un tret d'un guàrdia de seguretat dels colons, que afirmaren que disparà després que els palestins els llancessin pedres.
Hi ha hagut nombrosos atacs de colons israelians contra les oliveres de Burin.
Els dies de la collita d'olives són coordinats amb Israel, l'Autoritat Palestins i els principals clans de la zona per tal de prevenir la violència i el vandalisme. Unes 7.714 oliveres propietat de palestins foren danyades durant els primers mesos de 2013. Segons un informa de Yesh Din, Burin hauria perdut els principals arbres. Un portaveu del govern israelià a Cisjordània va dir que també hi havia casos de palestins que destrossaven arbres propietat d'israelians, però que eren pocs.